# Robert Rochester

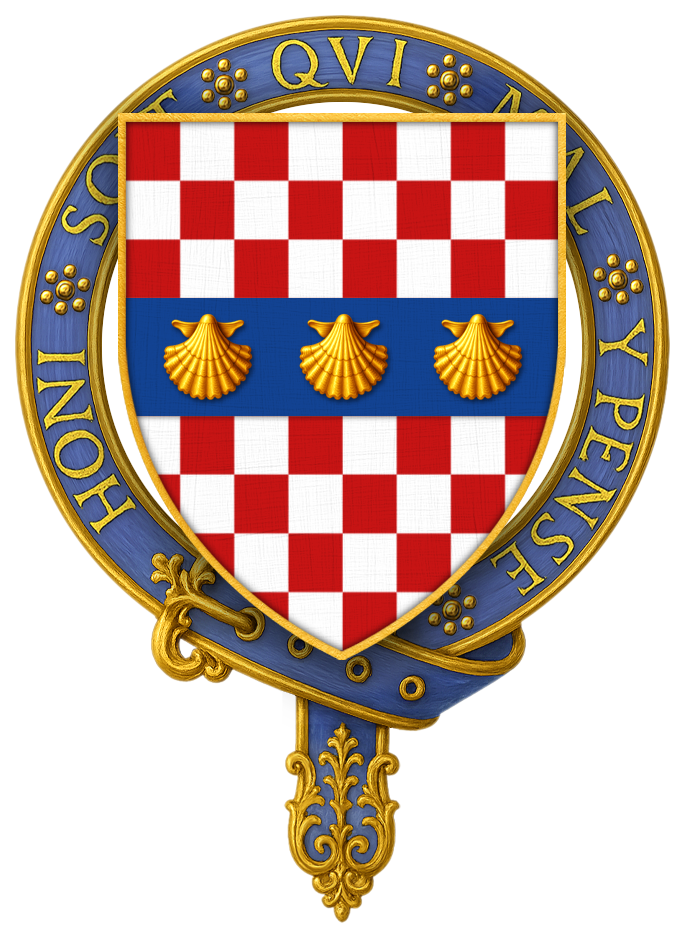
Wappen des Sir Robert Rochester

Sir Robert Rochester KG (* um 1494; † 28. November 1557) war katholischer Hofbeamter und Kronrat unter Königin Maria I. von England.

## Familie
Er war der älteste von drei Söhnen des John Rochester († 1508) aus dessen Ehe mit Grissell Writtle. Sein jüngerer Bruder John Rochester († 1537) war Mönch des Kartäuserordens, wurde im Rahmen der Niederschlagung der Pilgrimage of Grace hingerichtet und wurde 1888 vom Papst seliggesprochen.

## Leben
Spätestens seit 1547 gehörte er dem Haushalt von Prinzessin Maria Tudor, Tochter König Heinrichs VIII., an und stieg um 1551 zu ihrem Comptroller of the Household auf. Im Rahmen der Reformation wurde Robert im 14. August 1151 vom Kronrat (Privy Council) aufgetragen zu unterbinden, dass sich Prinzessin Maria weiterhin von ihren (katholischen) Hauspriestern private Messen lesen ließe. Aufgrund seiner wiederholten Weigerung dies umzusetzen, wurde er schließlich am 14. August 1551 verhaftet und zunächst ins Fleet-Gefängnis, eine Woche später in den Tower of London gebracht. Am 18. März 1552 wurde ihm wegen gesundheitlicher Probleme die Rückkehr auf sein Landhaus gestattet. Am 14. April 1552 wurde ihm auf Ersuchen Marias wieder gestattet das Amt als deren Comptroller of the Household aufzunehmen.
1553 wurde die Prinzessin als Maria I. zur Königin gekrönt und belohnte Robert für seine Treue. Anlässlich ihrer Krönung am 28. September 1553 schlug sie ihn zum Knight of the Bath, nahm ihn in den Kronrat auf, übertrug ihm wenig später den Posten des Chancellors of the Duchy of Lancaster und 1555 kurzzeitig den Posten des Lordsiegelbewahrers.
Am 23. April 1557 berief sie ihn auch als Knight Companion in den Hosenbandorden. Sein Tod am 28. November 1557 kam seiner feierlichen Ordenseinführung in Windsor Castle jedoch zuvor. Er blieb ledig und kinderlos und wurde am 4. Dezember 1557 im Kartäuserkloster in Sheen begraben.